# Лимузавр
Лимуза́вр (лат. Limusaurus) — род тероподных динозавров из семейства ноазаврид, включающий единственный вид — Limusaurus inextricabilis. Известен по ископаемым остаткам из отложений верхней части формации Шишугоу в Китае, датируемых оксфордским ярусом верхнеюрского отдела (около 163,5—157,3 млн лет).

## История открытия

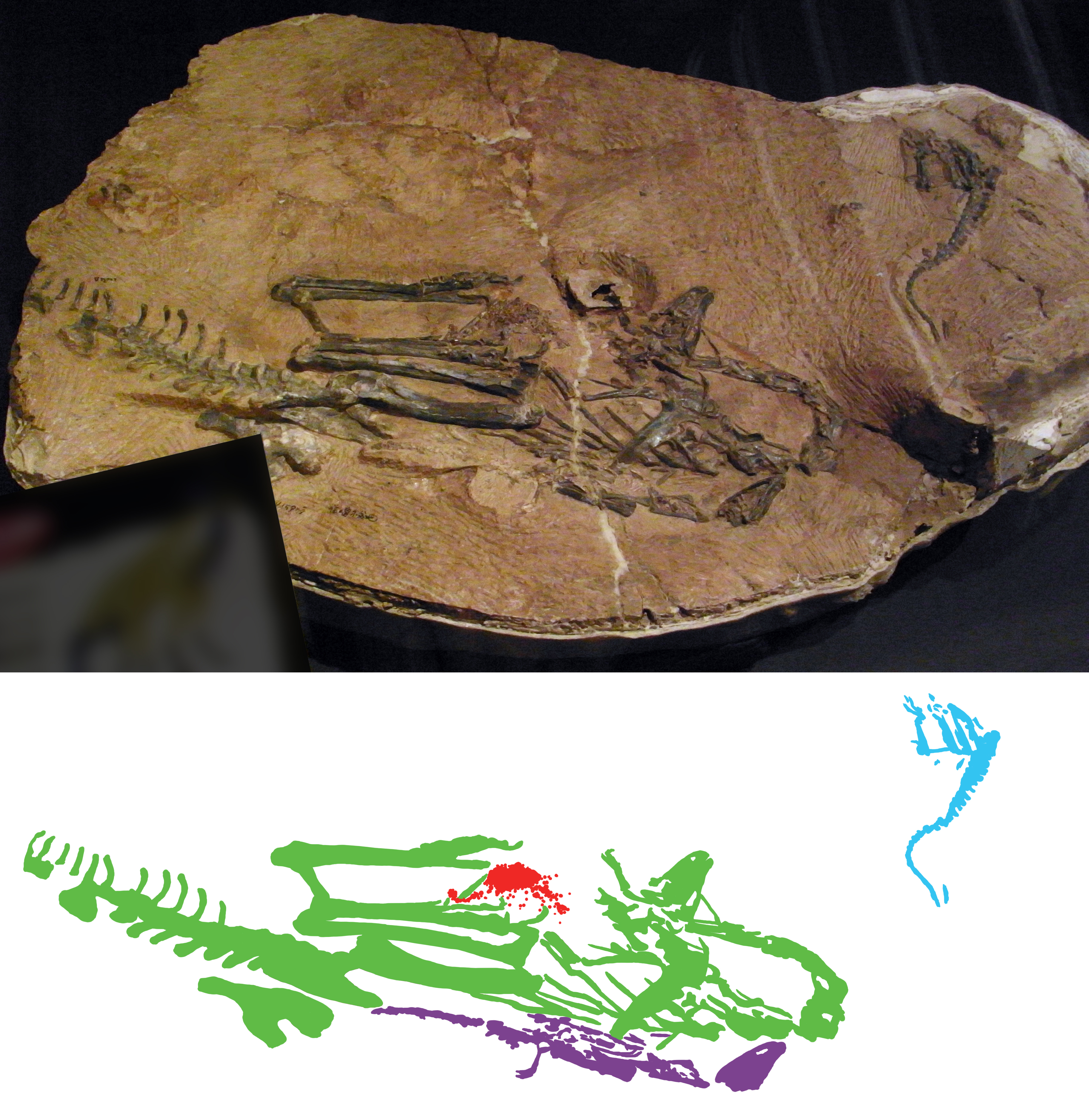
Блок породы, включающий голотип (зелёный), гастролиты (красные), назначенный образец (голубой) и скелет безымянного крокодиломорфа

Остатки лимузавра были обнаружены в Джунгарской котловине в Китае, и впервые описаны в 2009 году коллективом из 15 учёных из Китая, Мексики и США под руководством Сюя Сина. Это первый цератозавр из восточной Азии и один из самых древних. Итого первоначально было описано три экземпляра лимузавра: подростковая особь IVPP V 15923 (голотип), взрослая особь IVPP V 15924 (также упоминалась как IVPP V 15304 и IVPP V 16134) и крупный детёныш IVPP V 20098. Рядом с голотипом был обнаружен хорошо сохранившийся скелет крокодиломорфа (базального представителя Crocodyliformes). В 2017 году Шуо Ванг и соавторы описали семнадцать дополнительных образцов лимузавра из тех же отложений, погибших на разных онтогенетических стадиях.
Родовое название происходит от лат. limus — «грязь, трясина», и др.-греч. σαῦρος [sauros] — «ящер, ящерица». Видовое название inextricabilis означает «невытаскиваемый». Такой выбор наименования связан с предполагаемой гибелью особей в болоте.

## Описание

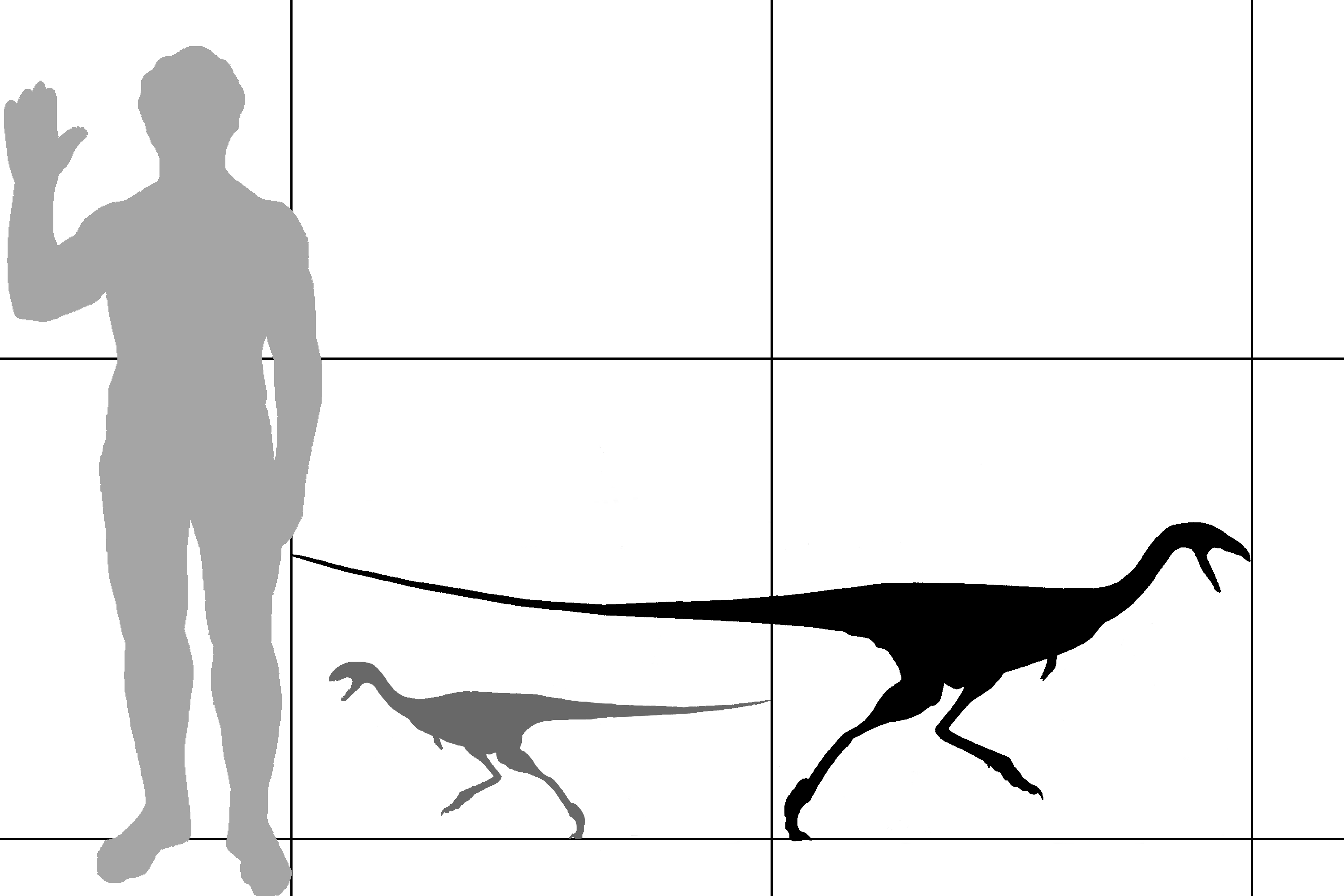
Размеры (детёныш и взрослая особь)

По оценке Молины-Переса и Ларраменди (2016), образец взрослого лимузавра IVPP V15924 достигал 1,8 м в длину при высоте бёдер 70 см и массе 15 кг. Детёныш IVPP V15303 мог достигать около 50 см в длину при массе 340 г. Пол (2016) оценил длину лимузавра в 2,5 м при массе 15 кг.

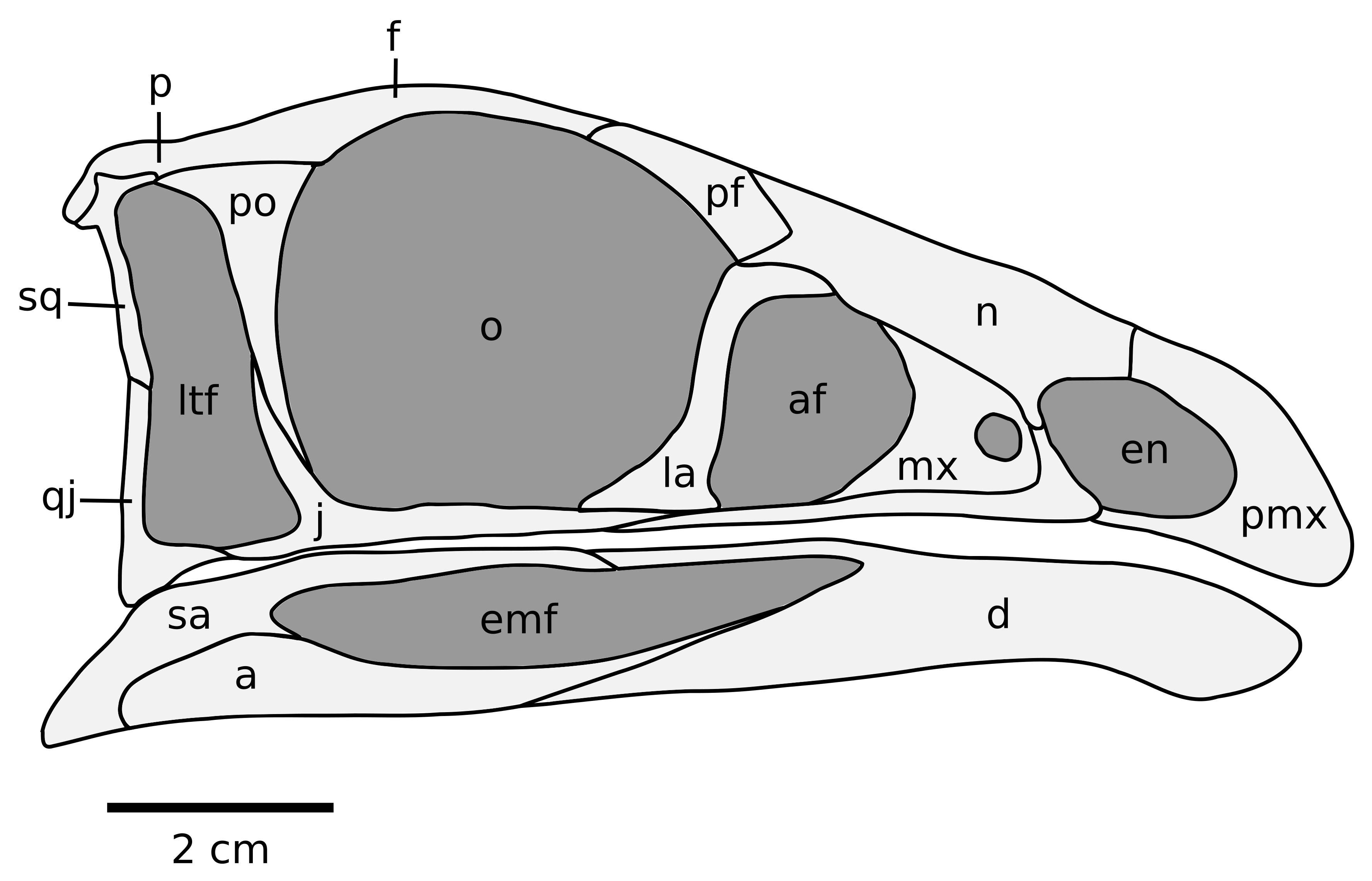
Диаграмма черепа

Лимузавр обладал короткими передними и длинными задними конечностями и длинной шеей. Предполагается, что детёныши лимузавров были всеядными, но в процессе онтогенеза переходили к растительноядной диете. Это подтверждается клювовидным (без зубов) строением передней части морды взрослых особей (приспособление для разгрызания семян и орехов) и обнаружением в остатках желудка мышечных волокон особой структуры и камней (гастролитов), а также данными, полученными при изучении стабильных изотопов. Лимузавр имел зубы только в детском возрасте, а к зрелости их лишался. Предполагается, что представители родственного рода ноазаврид Berthasaura были беззубыми на протяжении всей своей жизни.
Первый палец передних конечностей сильно редуцирован, что заставило исследователей провести перенумерацию всех пальцев. Тероподы обладают трёхпалыми конечностями. Изучение передних конечностей показало, что пальцы теропод, которые до сих пор считались первым, вторым и третьим (I-II-III), в действительности являются вторым, третьим и четвертым (II-III-IV). То есть, именно так, как эмбриология предполагает гомологию пальцев у современных птиц.